# Епархия Итумбиары
 Епархия Итумбиары  (лат. Dioecesis Itumbiarensis) — епархия Римско-Католической церкви с центром в городе Итумбиара, Бразилия. Епархия Итумбиары входит в митрополию Гоянии. Кафедральным собором епархии Итумбиары является церковь Святой Риты.

## История
11 октября 1966 года Римский папа Павел VI издал буллу «De animarum utilitate», которой учредил епархию Итумбиары, выделив её из архиепархии Гоянии.

## Ординарии епархии
- епископ José Francisco Versiani Velloso (27.10.1966 — 17.05.1972)
- епископ José de Lima (13.04.1973 — 7.06.1981) — назначен епископом Сети-Лагоаса
- епископ José Belvino do Nascimento (27.06.1981 — 6.02.1987)
- епископ José Carlos Castanho de Almeida (5.09.1981 — 23.03.1994)
- епископ Celso Pereira de Almeida (25.01.1995 — 6.05.1998)
- епископ Antônio Lino da Silva Dinis (24.02.1999 — 1.12.2013)
- епископ Antônio Fernando Brochini, C.S.S. (с 15.10.2014)

## Источник
- Annuario Pontificio, Ватикан, 2007
- Булла De animarum utilitate  (лат.)